# تیراسیزین
تیراسیزین (به انگلیسی: Tiracizine) با فرمول شیمیایی C۲۱H۲۵N۳O۳ یک ترکیب شیمیایی با شناسه پاب‌کم ۷۱۲۶۴ است. که جرم مولی آن ۳۶۷٫۴۴۱۵ g/mol می‌باشد. 